# Monumento natural Riberas del Guadaíra

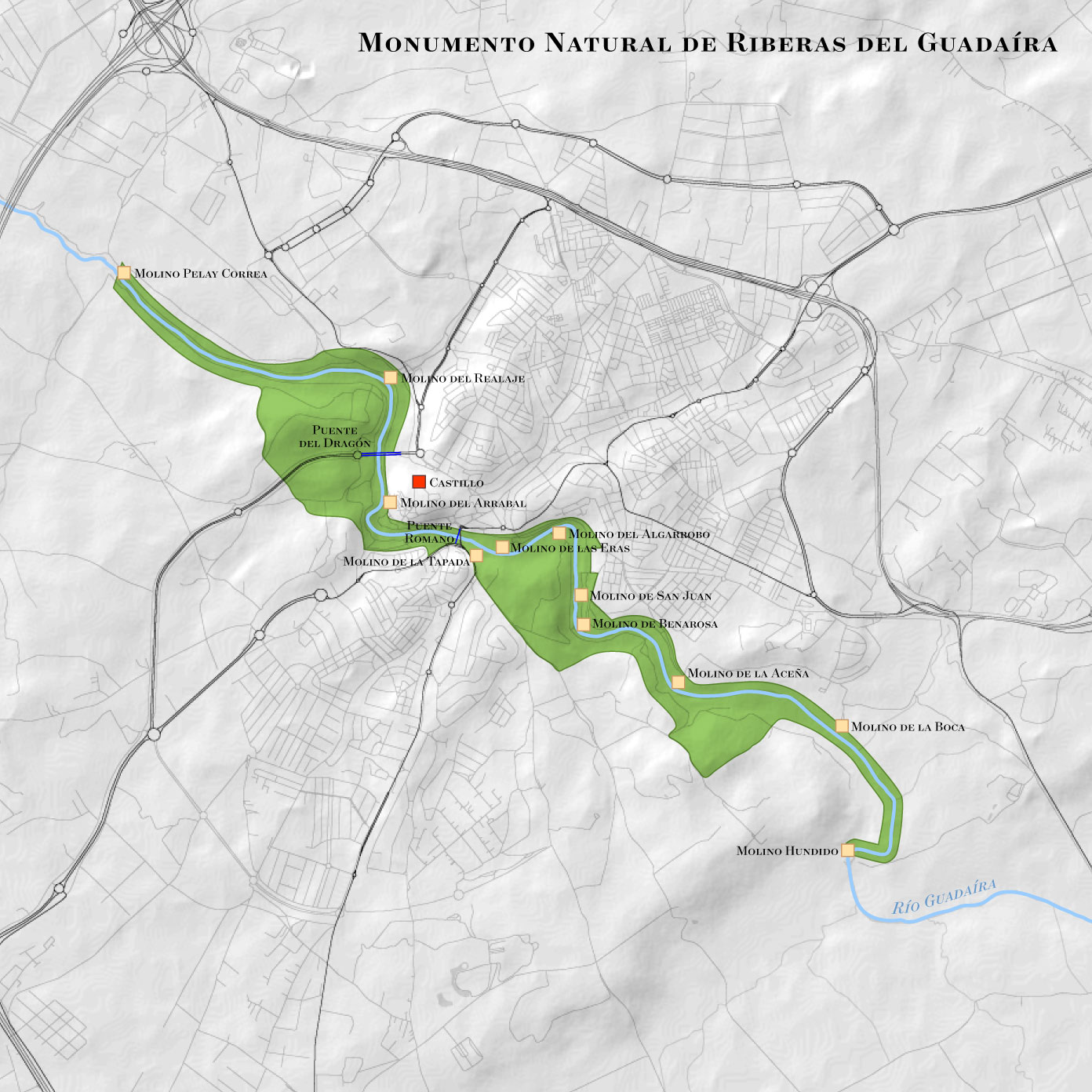
Superficie que ocupa el Monumento natural Riberas del Guadaíra y situación de los molinos.

El monumento natural Riberas del Guadaira es un espacio natural protegido situado en el municipio de Alcalá de Guadaíra, que comprende ambas márgenes del río Guadaíra a su paso por la localidad y el pinar de Oromana. Fue declarado Monumento Natural por el Consejo de Gobierno de la Junta de Andalucía el 30 de diciembre de 2011, en reconocimiento a sus valores naturales y ecoculturales.

## Espacios naturales
A lo largo de los márgenes de ribera se encuentran gran variedad de especies de animales como el meloncillo, la gineta, el ánade real o el ruiseñor y plantas como el pino piñonero, el álamo blanco o el fresno, que dan lugar a espacios naturales de gran belleza. Entre ellos destacan el Pinar de Oromana, el Parque de San Juan, el Parque de la Retama, el Parque San Francisco, el Antiguo Vivero y el Parque del Puente del Dragón.
Recorriendo estos espacios serpentean 23 senderos o caminos recuperados con una longitud de unos 40 km, de uso peatonal o para bicicletas, desde los más tradicionales como el Camino de Oromana o El Bosque hasta otros más recientemente recuperados como los caminos del Zacatín o El Rincón de Alcalá.

## Pinar de Oromana
El pinar de Oromana fue el germen de este monumento natural. Se convirtió en parque por iniciativa del ayuntamiento de la localidad, siendo alcalde Pedro Gutiérrez Calderón, que con el influjo de la Exposición Iberoamericana de 1929 en Sevilla, recuperó la tradición de los paseos urbanos por dicho paraje. Los encargados de dicho proyecto fueron los arquitectos Juan Talavera y Heredia y Aníbal González.
El parque se encuentra sobre dos antiguas fincas: la superior, donde está el "Hotel Oromana" (obra de Talavera y Heredia en 1929) y una inferior más umbría y fresca donde se halla el parque propiamente dicho.
Su riqueza botánica dispone de una variedad de especies capaz de acoger a los paseantes en cualquier época del año, por ejemplo: el acebuche, el lentisco, la retama, los almeces, el palmito o el chaparro y otras plantas típicas de los humedales de las antaño numerosas fuentes y vías de agua (hoy día muy reducidas). En este entorno, se encuentran algunos de los molinos que aprovechaban las aguas del Guadaíra para la molienda del grano, cuyas harinas producirían el afamado pan de Alcalá.
El parque tiene varios accesos. El más usado por los senderistas seguramente sea el situado junto al Polideportivo de San Juan que se realiza sobre un puente. Además, cuenta con dos accesos a través de las azudas de los Molinos del Algarrobo y De San Juan, así como las entradas desde la zona superior. Además, hay varios accesos un poco remotos en la parte superior que nos introducen en unas pequeñas sendas prácticamente excavadas en la pared del parque y que nos llevan, a través de la vegetación, hasta la parte inferior.
En la parte más alta del parque, se encuentra la Ermita de San Roque, desde donde hay una de las mejores vistas de la ciudad. Podemos contemplar el Castillo en todo su esplendor, la ciudad, el parque de San Francisco y el parque de la Retama así como el recinto ferial.

## Molinos y Castillo de Alcalá de Guadaíra
Una de las singularidades del Monumento Natural Riberas del Guadaíra es la combinación de espacios naturales con recursos patrimoniales, entre los que destacan los molinos harineros, que jalonan el río, y el recinto fortificado del Castillo de Alcalá de Guadaíra, situado en lo más alto del alcor.
Por la importancia de su industria panadera, la ciudad fue conocida como 'Alcalá de los panaderos'. Ubicados sobre el río o en sus márgenes, en la época de máximo esplendor de la industria panadera hubo hasta 40 molinos harineros en funcionamiento. Hoy día, destacan los ocho molinos recuperados del casco urbano, que conforman la ruta de los molinos (Molino de la Aceña, Molino de Benarosa, Molino de San Juan, Molino de Oromana, Molino del Algarrobo, Molino de La Tapada, Molino de las Eras, Molino de Vadalejos y Molino del Realaje).